# أباجالوي عليا
أباجالوي عليا هي قرية في مقاطعة أرومية، إيران. يقدر عدد سكانها بـ 204 نسمة بحسب إحصاء 2016.